# Антоні Рачоппі
Антоні Рачоппі (фр. Anthony Racioppi, нар. 31 грудня 1998, Женева, Швейцарія) — швейцарський футболіст, воротар клубу «Янг Бойз».

## Ігрова кар'єра

### Клубна
Антоні Рачоппі уродженець міста Женева. Займатися футболом він почав у клубі нижчого дивізіону «Шенуа». Після чого, у 2012 році воротар перейшов до футбольної академії французького клубу «Ліон». З 2016 року воротар почав потрапляти до заявки другої команди «Ліона» у четвертому дивізіоні чемпіонату Франції. Та в основі Рачоппі так і не зіграв жодного матчу і перед початком сезону 2020/21 він перейшов до складу «Діжона», з яким за результатми першого ж сезону посів останнє місце і вибув до Ліги 2.
У січні 2022 року Рачоппі повернувся до Швейцарії, де підписав контракт на 3,5 роки з клубом «Суперліги» «Янг Бойз». Вже 29 січня воротар дебютував у чемпіонаті Швейцарії.

### Збірна
Антоні Рачоппі з 2017 року захищав воротар юнацької та молодіжної збірної Швейцарії.

## Титули і досягнення
- Чемпіон Швейцарії (1):

«Янг Бойз»: 2022-23
- Володар Кубка Швейцарії (1):

«Янг Бойз»: 2022-23